# ISO 3166-2:EC

Administrativní dělení státu Ekvádor

Kódy ISO 3166-2 pro Ekvádor identifikují 24 provincií. První část (EC) je mezinárodní kód pro Ekvádor, druhá část sestává z jednoho či dvou písmen identifikujících provincii.

## Seznam kódů
| Kód   | Provincie                      |
| ----- | ------------------------------ |
| EC-A  | Azuay                          |
| EC-B  | Bolívar                        |
| EC-C  | Carchi                         |
| EC-D  | Orellana                       |
| EC-E  | Esmeraldas                     |
| EC-F  | Cañar                          |
| EC-G  | Guayas                         |
| EC-H  | Chimborazo                     |
| EC-I  | Imbabura                       |
| EC-L  | Loja                           |
| EC-M  | Manabí                         |
| EC-N  | Napo                           |
| EC-O  | El Oro                         |
| EC-P  | Pichincha                      |
| EC-R  | Los Ríos                       |
| EC-S  | Morona Santiago                |
| EC-SD | Santo Domingo de los Tsáchilas |
| EC-SE | Santa Elena                    |
| EC-T  | Tungurahua                     |
| EC-U  | Sucumbíos                      |
| EC-W  | Galápagos                      |
| EC-X  | Cotopaxi                       |
| EC-Y  | Pastaza                        |
| EC-Z  | Zamora Chinchipe               |